# Tusnad Cycling Team/Saison 2011
Dieser Artikel listet Erfolge und Mannschaft des Radsportteams Tusnad Cycling Team in der Saison 2011 auf.

## Erfolge in der UCI Europe Tour
| Datum    | Rennen                                       | Kat. | Fahrer        |
| -------- | -------------------------------------------- | ---- | ------------- |
| 24. Juni | Moldawische Meisterschaft – Einzelzeitfahren | CN   | Sergiu Cioban |

## Abgänge – Zugänge
| Zugänge                         | Team 2010                         | Abgänge             | Team 2011                 |
| ------------------------------- | --------------------------------- | ------------------- | ------------------------- |
| Georgi Georgiew                 | Brisaspor                         | Bálint Szeghalmi    | Lampre-ISD                |
| Marcel Ternovšek                | Tusnad Cycling Team (2009)        | Luboš Pelánek       | Farnese Vini-Neri Sottoli |
| Alexandr Braico                 | Olimpic Team Autoconstruct (2008) | Martino Caliaro     | Unbekannt                 |
| Sergiu Cioban                   | Neoprofi                          | Michael Gallagher   | Unbekannt                 |
| Nándor Lazăr                    | Neoprofi                          | Jiří Ježek          | Unbekannt                 |
| Lóránd Mihály                   | Neoprofi                          | Attila Mihok        | Unbekannt                 |
| Szabolcs Sebestyén              | Neoprofi                          | Andrea Pinos        | Unbekannt                 |
| Daniel Domínguez (ab 1. August) | ISD-Sport-Donetsk (2009)          | Bruno Rizzi         | Unbekannt                 |
|                                 |                                   | Albert-Filon Serban | Unbekannt                 |
|                                 |                                   | Serghei Țvetkov     | Unbekannt                 |

## Mannschaft
| Name               | Geburtstag       | Nationalität |
| ------------------ | ---------------- | ------------ |
| Alexandr Braico    | 5. März 1988     | Moldau       |
| Sergiu Cioban      | 7. März 1988     | Moldau       |
| Maik Robert Cioni  | 17. Oktober 1979 | Italien      |
| Daniel Domínguez   | 16. Juni 1985    | Spanien      |
| Georgi Georgiew    | 3. August 1985   | Bulgarien    |
| Nándor Lazăr       | 25. März 1992    | Rumänien     |
| László Mădăraș     | 9. August 1986   | Rumänien     |
| Lóránd Mihály      | 28. April 1992   | Rumänien     |
| Carol Eduard Novak | 28. Juli 1976    | Rumänien     |
| Attila Olah        | 16. Mai 1989     | Rumänien     |
| Szabolcs Sebestyén | 23. März 1992    | Rumänien     |
| Marcel Ternovšek   | 18. Februar 1987 | Slowenien    |
| Hunor Végh         | 16. Juli 1979    | Rumänien     |

## Platzierungen in UCI-Ranglisten
UCI Europe Tour 2011
|      | Fahrer             | Punkte |
| ---- | ------------------ | ------ |
| 259. | Georgi Georgiew    | 60     |
| 381. | Sergiu Cioban      | 41     |
| 878. | Alexandr Braico    | 8      |
| 987. | Carol Eduard Novak | 6      |